# San Pedro de la Paz
San Pedro de la Paz är en stad i mellersta Chile, och är belägen vid Biobíoflodens mynning vid Stilla havet. Den tillhör regionen Biobío och ingår i Concepcións storstadsområde (Gran Concepción). Folkmängden uppgick till cirka 130 000 invånare vid folkräkningen 2017.